# Oum El Adhaïm (distrito)
Oum El Adhaïm é um distrito localizado na província de Souk Ahras, Argélia. Sua capital é a cidade de mesmo nome. A população total do distrito era de 17 087 habitantes, em 1998.[carece de fontes?]

## Comunas
O distrito está dividido em três comunas:
- Oum El Adhaïm
- Terraguelt
- Oued Keberit